# Villeneuve, Vaud
Villeneuve este un oraș în cantonul Vaud, Elveția. Rata șomajului este de 7.6%.
1. ↑  Arealstatistik Standard - Gemeinden nach 4 Hauptbereichen (în germană), Bundesamt für Statistik[*], accesat în 13 ianuarie 2019